# Iwan Fjodorow (Seefahrer)
Iwan Fjodorow (russisch Иван Фёдоров; † 1733) war ein russischer Marineoffizier.
Fjodorow war Kommandant des Schiffs Archangel Gawriil (Erzengel Gabriel), mit dem im Sommer 1732 der Landvermesser Michail Gwosdew – im Rahmen einer von Afanassi Schestakow, bzw. nach dessen Tod 1730 von Dmitri Pawluzki, geleiteten Militärexpedition nach Kamtschatka – eine Fahrt zur Kartierung der Beringstraße vornahm. Die Reise führte vom Ochotskischen Meer nach Norden durch die Beringstraße. Er landete an einer der Diomedes-Inseln und gelangte schließlich am 21. August 1732 an die Küste Alaskas beim heutigen Kap Prince of Wales. Fjodorow war damit der erste Seefahrer, der die nordwestamerikanische Küste von Westen erreichte.
Bereits bei der Einschiffung im Juli 1732 war Fjodorow schwer krank, er starb bald nach der Rückkehr nach Kamtschatka.